# 悩んで学んで
『悩んで学んで』（なやんでまなんで）は、1995年10月1日に発売された奥田民生の5枚目のシングル。
2005年3月24日に12cmシングルとして再発された。

## 概要
- アルバム『30』からの先行シングル。
- 前作「コーヒー」に引き続き、アンディ・スターマーが参加。
- カップリングは初のカバー曲。これ以降シングルのカップリングには度々カバー曲が収録されるようになる。
- 「さすらい」(アナログ盤)のB面となった。

## 収録曲
1. 悩んで学んで (5:45)
（作詞・作曲：奥田民生、アンディ・スターマー 編曲：奥田民生）
ソロになって初めて本格的なPVが制作された。海外の監督を起用し、奥田はこの撮影の為だけに渡米した。
2. Hey Bulldog (4:45)
（作詞・作曲：ジョン・レノン、ポール・マッカートニー 編曲：奥田民生）
ビートルズのカバー。ツアー「“29-30”」でも披露していた。

## 収録アルバム
- 30 (#1)
- 記念ライダー1号〜奥田民生シングルコレクション〜 (#1)
- HAPPY BIRTHDAY, JOHN (#2)
- BETTER SONGS OF THE YEARS (#2)

## 参加ミュージシャン
- 奥田民生 - ボーカル、ギター
- アンディ・スターマー - ドラムス (#1) 、パーカッション (#1) 、キーボード (#1)
- 根岸孝旨 - ベース
- 古田たかし - ドラムス (#2)
- 長田進 - ギター (#2)
- 斎藤有太 - キーボード (#2)
- ユンケル河合 - パーカッション (#1)